# Luis Horna
Luis Horna Viscari (Lima, 1980. szeptember 14. –) perui hivatásos teniszező. Eddigi pályafutása során 2 egyéni és 6 páros ATP-tornát nyert meg. Legnagyobb sikere a 2008-as Roland Garros férfi páros versenyének megnyerése az uruguayi Pablo Cuevas oldalán, amivel az első perui színekben versenyző Grand Slam-győztes lett. A 2003-as Roland Garros első körében legyőzte Roger Federert, akinek jelenleg ez az utolsó veresége Grand Slam-torna első vagy második fordulójában.

## Grand Slam-döntői

### Páros

#### Győzelmei (1)
| Év   | Helyszín      | Partner      | Ellenfél a döntőben            | Eredmény a döntőben |
| 2008 | Roland Garros | Pablo Cuevas | Daniel Nestor / Nenad Zimonjic | 6–2, 6–3            |

## ATP döntői

### Egyéni

#### Győzelmei (2)
| Összesítés                                            | Összesítés |
| ----------------------------------------------------- | ---------- |
| Grand Slam-torna                                      | (0)        |
| ATP World Tour Masters 1000 / ATP Masters Series      | (0)        |
| ATP World Tour 500 Series / International Series Gold | (1)        |
| ATP World Tour 250 Series / International Series      | (1)        |
| ATP World Tour Finals / Tennis Masters Cup            | (0)        |

|   | Dátum             | Torna                             | Borítás | Ellenfél a döntőben | Eredmény a döntőben |
| 1 | 2002. február 27. | Abierto Mexicano Telcel, Acapulco | Salak   | Juan Ignacio Chela  | 7-6, 6-4            |
| 2 | 2007. február 4.  | Movistar Open, Viña del Mar       | Salak   | Nicolás Massú       | 7-5, 6-3            |

#### Elvesztett döntői (1)
|   | Dátum               | Torna                          | Borítás | Ellenfél a döntőben | Eredmény a döntőben |
| 1 | 2004. augusztus 23. | TD Waterhouse Cup, Long Island | Kemény  | Lleyton Hewitt      | 3-6, 1-6            |

### Páros

#### Győzelmei (6)
| Összesítés                                            | Összesítés |
| ----------------------------------------------------- | ---------- |
| Grand Slam-torna                                      | (1)        |
| ATP World Tour Masters 1000 / ATP Masters Series      | (0)        |
| ATP World Tour 500 Series / International Series Gold | (1)        |
| ATP World Tour 250 Series / International Series      | (4)        |
| ATP World Tour Finals / Tennis Masters Cup            | (0)        |

|   | Dátum             | Torna                                         | Borítás | Partner         | Ellenfelek a döntőben                       | Eredmény a döntőben |
| 1 | 2005. július 25.  | Dutch Open, Amersfoort                        | Salak   | Martín García   | Fernando González Ciuffardi / Nicolás Massú | 6-4, 6-4            |
| 2 | 2006. október 2.  | Campionati Internazionali Di Sicilia, Palermo | Salak   | Martín García   | Mariusz Fyrstenberg / Marcin Matkowski      | 7-6, 7-6            |
| 3 | 2007. július 23.  | Austrian Open, Kitzbühel                      | Salak   | Potito Starace  | Tomas Behrend / Christopher Kas             | 7-6, 7-6            |
| 4 | 2008. január 12.  | Heineken Open, Auckland                       | Kemény  | Juan Mónaco     | Xavier Malisse / Jürgen Melzer              | 6-4, 3-6, 10-7      |
| 5 | 2008. február 18. | Copa Telmex, Buenos Aires                     | Salak   | Agustin Calleri | Werner Eschauer / Peter Luczak              | 6-0, 6-7 (6), 10-2  |
| 6 | 2008. június 8.   | Roland Garros, Párizs                         | Salak   | Pablo Cuevas    | Daniel Nestor / Nenad Zimonjic              | 6-2, 6-3            |

#### Elvesztett döntői (5)
|   | Dátum             | Torna                                        | Borítás | Partner         | Ellenfelek a döntőben                  | Eredmény a döntőben |
| 1 | 2004. július 19.  | Dutch Open, Amersfoort                       | Salak   | José Acasuso    | Jaroslav Levinský / David Škoch        | 0-6, 6-2, 5-7       |
| 2 | 2005. április 11. | Grand Prix Hassan II, Casablanca             | Salak   | Martín García   | František Čermák / Leoš Friedl         | 4-6, 3-6            |
| 3 | 2005. április 25. | U.S. Men's Clay Court Championships, Houston | Salak   | Martín García   | Mark Knowles / Daniel Nestor           | 3-6, 4-6            |
| 4 | 2005. április 25. | Open Romania, Bukarest                       | Salak   | Martín García   | Mariusz Fyrstenberg / Marcin Matkowski | 7-6, 6-7, 8-10      |
| 5 | 2008. március 2.  | Abierto Mexicano Telcel, Acapulco            | Salak   | Agustín Calleri | Oliver Marach / Michal Mertiňák        | 2-6, 7-6(3), 7-10   |